# Brochymena chelonoides
Brochymena chelonoides är en insektsart som beskrevs av Ruckes 1957. Brochymena chelonoides ingår i släktet Brochymena och familjen bärfisar. Inga underarter finns listade i Catalogue of Life.